# Braga Ciclável
Braga Ciclável é uma associação bracarense que representa os cidadãos que utilizam ou desejam começar a utilizar a bicicleta na cidade de Braga. Promove o uso quotidiano da bicicleta como modo de transporte e pretendemos contribuir para a melhoria de condições de segurança e conforto, com vista a expandir esse uso e tornar Braga uma cidade onde seja mais seguro e mais agradável viver.
Braga Ciclável começou por ser um blog fundado em 2012 pelo escritor Victor Domingos. Trata-se de um blog de intervenção dedicado à promoção da mobilidade sustentável e do uso da bicicleta como meio de transporte na cidade de Braga, que recebeu em 2013 o Prémio Nacional da Mobilidade em Bicicleta, na categoria de Cidadania, atribuído pela Federação Portuguesa de Cicloturismo e Utilizadores de bicicleta (FPCUB).

## História
Em 11 de junho de 2012, o Braga Ciclável, representado por Victor Domingos, juntamente com representantes de outros grupos de ciclistas da cidade de Braga (Encontros com Pedal, Associação de Cicloturismo do Minho e Clube de Cicloturismo de Braga), reuniram com a Câmara Municipal de Braga. Nessa reunião foi formalmente entregue um documento intitulado "Proposta para Uma Mobilidade Sustentável - Promoção do Uso da Bicicleta em Braga", onde eram propostas várias medidas com vista à facilitação do uso da bicicleta. Entre as medidas recomendadas nesse documento, eram identificadas como medidas urgentes a instalação de estacionamentos adequados para bicicletas na cidade e a criação de um eixo com condições de circulação adequadas para bicicletas entre 3 zonas de importância fulcral: a Estação Ferroviária de Braga, o centro da cidade e o Campus Universitário de Gualtar. O mesmo documento, que foi sendo entretanto subscrito e apoiado por mais de 20 instituições (com a presença notável da FPCUB, de três juntas de freguesia do centro urbano, da Paróquia de S. Vítor e da Associação Comercial de Braga), foi entregue formalmente também aos representantes de outras forças políticas do concelho de Braga.
Em Junho de 2013, o projeto Braga Ciclável foi tema do programa "HÀ Conversa" da rádio Antena 1.
No período que antecedeu as eleições autárquicas de 2013, o movimento de cidadãos apoiantes da Proposta para Uma Mobilidade Sustentável, representado pelo Braga Ciclável, lançou um apelo público aos candidatos à Câmara Municipal de Braga para incluírem nos seus programas eleitorais a promoção do uso da bicicleta através das medidas constantes naquele documento.
Alguns meses após a tomada de posse do novo executivo, a 18 de fevereiro de 2014, o Braga Ciclável participou numa nova reunião com responsáveis da Câmara Municipal de Braga, onde foi novamente entregue a Proposta Para Uma Mobilidade Sustentável, acompanhada de novas propostas, com vista à regulamentação do acesso às ruas do centro histórico por parte dos utilizadores de bicicleta e à permissão de circulação de ciclistas nas vias reservadas a transportes públicos. No dia 10 de abril do mesmo ano, a convite da Câmara Municipal de Braga o mesmo grupo de ciclistas foi convidado a apresentar sugestões de alteração ao mapa da rede ciclável para a cidade de Braga que se encontrava em fase de planeamento no âmbito da revisão do Plano Diretor Municipal.
A 19 de abril de 2014, o Braga Ciclável endereçou uma carta aberta ao Vereador do Trânsito da CMB, alertando para a escassez de estacionamentos para bicicletas e para a falta de sinalização dos que haviam sido instalados no ano anterior.

## Mapa Braga Ciclável
Em maio de 2013, o Braga Ciclável, em parceria com o Projeto Bracarae, lançou o Mapa Braga Ciclável, um mapa interativo com o objetivo principal de fornecer uma visão global da cidade, com um conjunto de informações úteis para os ciclistas e os responsáveis pelo planeamento urbano. Nesse mapa, cujas informações são fornecidas pelos ciclistas, pode ser consultada a localização e o trajeto das ciclovias existentes e os estacionamentos para bicicletas que estão disponíveis na cidade, e podem também ser localizadas as lojas, oficinas e serviços de aluguer de bicicletas. O Mapa permite também opcionalmente consultar as localizações de pontos de interesse em categorias como "Monumentos" ou "Alojamento", para facilmente descobrir onde se situam esses pontos de interesse turístico em relação aos circuitos utilizados pelos ciclistas.
O Mapa Braga Ciclável é também dirigido aos responsáveis pelo planeamento urbano, dado que inclui também a informações sobre o atual uso da bicicleta como meio de transporte na cidade de Braga: locais onde é necessário instalar estacionamentos para bicicletas, localização e qualidade dos estacionamentos já existentes e percursos que são frequentemente utilizados pelos atuais ciclistas.